# Gunnlaugur Blöndal
Pjetur Gunnlaugur Blöndal, född 1893, död 1962, var en isländsk målare. Han var bror till lexikografen Sigfús Blöndal.
Blöndal utbildade sig först i Köpenhamn och för Christian Krohg i Oslo. Vid denna tid var hans motivval ofta fiskarstudier och hamnbilder. Senare, sedan han studerat för André Lhote i Paris gjorde han sig främst känd för modellstudier. Blöndal var även verksam som officiell porträttmålare med bilder av bland andra Christian X och Alexandrine av Mecklenburg-Schwerin (1937), vilka tillhör alltinget. Från 1940 var Blöndal bosatt på Island.